# 문병권 (야구 선수)
문병권(文炳權, 1965년 4월 4일 ~ )은 전 KBO 리그 MBC 청룡, LG 트윈스의 투수였다.

## 출신 학교
- 경북고등학교
- 연세대학교